# 石包城乡
石包城乡，是中华人民共和国甘肃省酒泉市肃北蒙古族自治县下辖的一个乡镇级行政单位。

## 行政区划
石包城乡下辖以下地区：
鹰咀山村、石包城村、石坂墩村、哈什哈尔村、公岔村、鱼儿红村和金沟村。